# L'Arbitre
Pour les articles homonymes, voir Arbitre.
L'Arbitre est une émission de télévision juridique québécoise diffusée depuis le 9 septembre 2011 sur le réseau V, présentée et animée par Anne-France Goldwater

## Synopsis
L'avocate Anne-France Goldwater devient juge dans cette émission juridique où elle règle des cas de petites créances. Les producteurs dédommagent les participants.